# وانهامونکنیمی
وانْهامونْکِنیِمی محله ای است که شامل بخش اصلی منطقه مونکنیمی در هلسینکی فنلاند است.